# Social Cues
Albums de Cage the Elephant
Unpeeled
(2017)
Social Cues est le cinquième album studio du groupe américain de rock Cage the Elephant sorti le 19 avril 2019.
Il remporte le Grammy Award du meilleur album rock lors de la 62e cérémonie des Grammy Awards en janvier 2020. Le groupe avait déjà été lauréat de ce prix en 2017 avec son précédent album, Tell Me I'm Pretty

## Liste des chansons
Toutes les chansons sont écrites et composées par Brad Shultz, Daniel Tichenor, Jared Champion, Matt Shultz, Matthan Minster et Nick Bockrath, sauf mentions.
| No  | Titre                     | Auteur                                                                                                   | Durée |
| --- | ------------------------- | --- | ----- |
| 1.  | Broken Boy                | - B. Shultz - Tichenor - Champion - M. Shultz - Minster - Bockrath - John Hill                           | 2:43  |
| 2.  | Social Cues               | - B. Shultz - Tichenor - Champion - M. Shultz - Minster - Bockrath - Hill                                | 3:39  |
| 3.  | Black Madonna             | | 3:47  |
| 4.  | Night Running (avec Beck) | - B. Shultz - Tichenor - Champion - M. Shultz - Minster - Bockrath - Beck Hansen - Natalie Belle Bergman | 3:28  |
| 5.  | Skin and Bones            | | 3:16  |
| 6.  | Ready to Let Go           | | 3:08  |
| 7.  | House of Glass            | | 2:35  |
| 8.  | Love's the Only Way       | | 4:01  |
| 9.  | The War Is Over           | | 3:16  |
| 10. | Dance Dance               | - B. Shultz - Tichenor - Champion - M. Shultz - Minster - Bockrath - Hill                                | 3:10  |
| 11. | What I'm Becoming         | | 3:50  |
| 12. | Tokyo Smoke               | | 3:26  |
| 13. | Goodbye                   | | 4:16  |

## Musiciens
D'après les notes de la pochette intérieure :
Cage the Elephant
- Matt Shultz : chant, guitare acoustique
- Brad Shultz : guitare
- Nick Bockrath : guitare, pedal steel guitar, clavinet, piano, célesta, orgue, claviers, violoncelle
- Matthan Minster : piano, orgue, clavinet, mellotron, synthétiseur, vibraphone, célesta, chœurs
- Daniel Tichenor : basse
- Jared Champion : batterie

Musiciens additionnels
- Beck : chant
- John Hill : claviers, programmation
- Dave Stone : basse
- Kyle Davis : percussions
- Elliot Bergman : cor, kalimba
- David Campbell : arrangements cordes, conducteur cordes
- Charlie Bisharat, Gina Corso, Mario DeLeon, Lisa Dodlinger, Sara Parkins, Kerenza Peacock : violon
- Matt Combs : violon, alto, violoncelle
- Jacob Braun, Ginger Murphy : violoncelle
- Andrew Duckles, Leah Katz : alto
- Katie Schecter, The W. Crimm Singers : chœurs

## Classements hebdomadaires
| Classement (2019)              | Meilleure place |
| ------------------------------ | --------------- |
| Autriche (Ö3 Austria Top 40)   | 47              |
| Belgique (Flandre Ultratop)    | 72              |
| Canada (Canadian Albums Chart) | 21              |
| Écosse (OCC)                   | 22              |
| États-Unis (Billboard 200)     | 21              |
| États-Unis (Top Rock Albums)   | 2               |
| France (SNEP)                  | 146             |
| Pays-Bas (Mega Album Top 100)  | 59              |
| Portugal (AFP)                 | 31              |
| Royaume-Uni (UK Albums Chart)  | 79              |
| Suisse (Schweizer Hitparade)   | 38              |